# Upplands runinskrifter 399
Upplands runinskrifter 399 är två vikingatida runstensfragment av granit som funnits i Sankt Pers kyrkoruin, Sigtuna och Sigtuna kommun. Det ena fragmentet påträffades 1913 vid reparationsarbeten i kyrkoruinen. Fragmentet fanns i en fönsteröppning i tornet. U 399 förvaras på Sigtuna museum.

## Inskriften
Translitterering av runraden:
...a · lit · rai... ... ... ...fta... ...
Normalisering till runsvenska:
... let ræi[sa] ... ... [Hal]fda[n] ...
Översättning till nusvenska:
... lät resa ... ... Halvdan ...